# Contactor

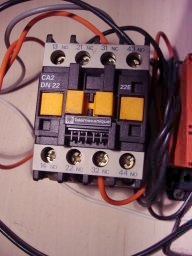
Contactor.

Un contactor es un elemento electromagnético que tiene la capacidad de establecer o interrumpir la corriente eléctrica de una carga, con la posibilidad de ser accionado a distancia mediante la utilización de elementos de comando, los cuales están compuestos por un circuito bobina / electroimán por la cual circula una menor corriente que la de carga en sí (incluso podría utilizarse baja tensión para el comando). Constructivamente son similares a los relés, y ambos permiten controlar en forma manual o automática, ya sea localmente o a distancia toda clase de circuitos. Pero se diferencian por la misión que cumple cada uno: los relés controlan corrientes de bajo valor como las de circuitos de alarmas visuales o sonoras, alimentación de contactores, etc. y los contactores se utilizan como interruptores electromagnéticos en la conexión y desconexión de circuitos de iluminación y fuerza motriz de elevada tensión y potencia. 
La finalidad de un contactor es la de accionar cargas elevadas que pudieren producir algún efecto perjudicial en la salud del operador. Sea el caso de una descarga atmosférica entre contactos de un interruptor a cuchillas en el momento de accionar el arranque de un motor que posea una carga de inercia acoplada, que pudiera producir quemadura.
La funcionalidad se describiría de la siguiente manera. Se dispone de un elemento electroimán (bobina que al circular una corriente produce efectos magnéticos de atracción o repulsión) que atrae un eje al cual están solicitando los contactos móviles que cierran el circuito interconectando los correspondientes contactos principales, además posee contactos auxiliares (NA / NC) que sirven para realizar acciones de enclavamiento (dejar que el contactor siga funcionando sin tener que presionar todo el tiempo un pulsador).

## Conmutación "Verdadero o Falso"
La función conmutación 'Verdadero o Falso' a menudo establece e interrumpe la alimentación de los receptores. Esta suele ser la función de los contactores electromagnéticos.
En la mayoría de casos, el control a distancia resulta imprescindible para facilitar su utilización, así como la tarea del operario que suele estar alejado de los mandos de control de potencia. Como norma general, dicho control ofrece información sobre la acción desarrollada, que se puede visualizar a través de los pilotos luminosos o de un segundo dispositivo.
Estos circuitos eléctricos complementarios llamados “circuitos de esclavización y de señalización” se realizan mediante contactos auxiliares que se incorporan a los contactores, a los contactores
auxiliares o a los relés de automatismo, o que ya están incluidos en los bloques aditivos que se montan en los contactores  los contactores auxiliares.
La conmutación Verdadero | Falso también puede realizarse con relés y contactores estáticos. Del mismo modo puede integrarse en aparatos de funciones múltiples, como los disyuntores motores o los contactores disyuntores.

## Partes

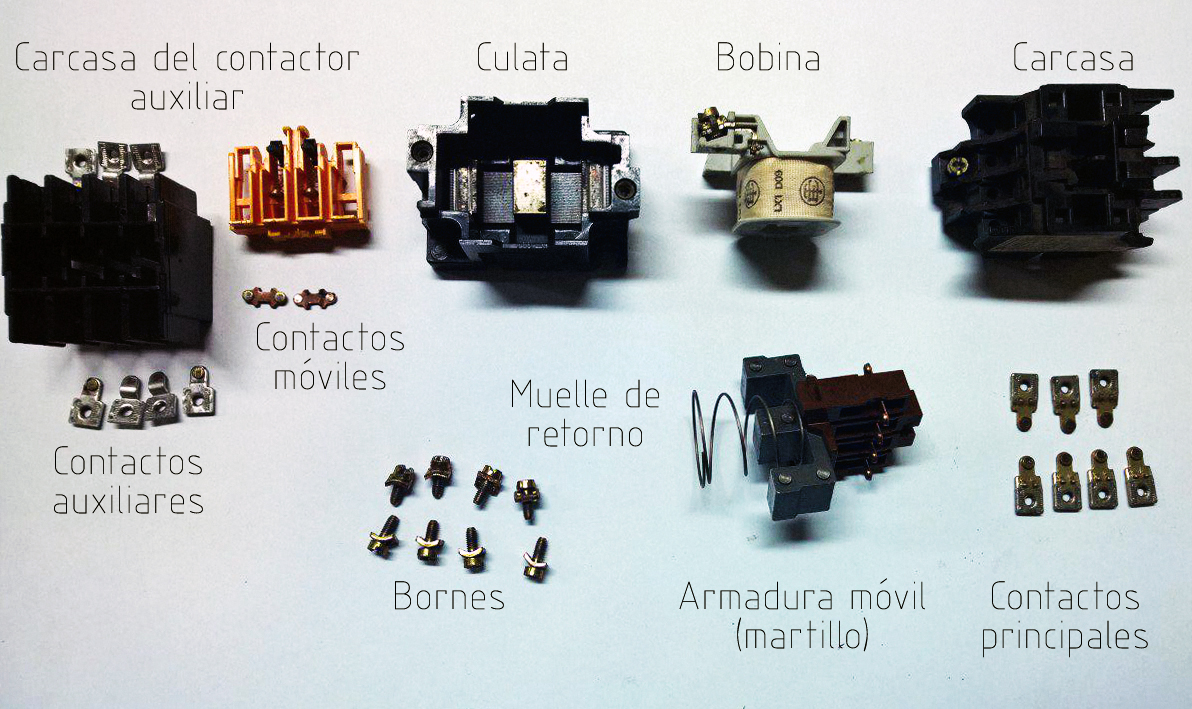
Partes de un contactor.

### Carcasa
Es el soporte sobre el cual se fijan todos los componentes conductores al contactor. Es de un material no conductor, posee rigidez y soporta el calor no extremo. Además, es la presentación visual del contactor. Materiales diferentes son usados para las carcasas.

### Electroimán
Es el elemento motor del contactor. Está compuesto por una serie de dispositivos. Los más importantes son el circuito magnético y la bobina. Su finalidad es transformar la energía eléctrica en magnetismo, generando así un campo magnético muy intenso, que provocará un movimiento mecánico.

### Bobina
Es un arrollamiento de alambre de cobre muy delgado con un gran número de espiras, que al aplicársele tensión genera un campo magnético. Este a su vez produce un campo electromagnético, superior al par resistente de los muelles, que a modo de resortes separan la armadura del núcleo, de manera que estas dos partes pueden juntarse estrechamente. Cuando una bobina se alimenta con corriente alterna, la intensidad que absorbe (denominada corriente de llamada) es relativamente elevada, debido a que el circuito solo tiene la resistencia del conductor.
Esta corriente elevada genera un campo magnético intenso, de manera que el núcleo puede atraer a la armadura y vencer la resistencia mecánica del resorte o muelle que los mantiene separados en estado de reposo. Una vez que el circuito magnético se cierra, al juntarse el núcleo con la armadura, aumenta la impedancia de la bobina, de tal manera que la corriente de llamada se reduce, obteniendo así una corriente de mantenimiento o de trabajo más baja...
Se hace referencia a las bobinas de la siguiente forma: A1 y A2.

### Núcleo
Es una parte metálica, de material ferromagnético, generalmente en forma de E, que va fijo en la carcasa. Su función es concentrar y aumentar el flujo magnético que genera la bobina (colocada en la columna central del núcleo), para atraer con mayor eficiencia la armadura.

### Espira de sombra
Se utiliza para evitar las vibraciones en un contactor. Se coloca de tal manera que abrace parte del campo magnético fijo generando vibraciones. Para evitarlo, la espira de sombra desfasa en el tiempo parte del flujo magnético, lo que a su vez desfasa en el tiempo la fuerza de atracción obteniéndose 2 fuerzas que trabajan en conjunto para evitar las vibraciones.
	En caso de operar con corriente continua no es necesario utilizar espira de sombra debido a que el flujo magnético es constante y no genera vibraciones.

### Armadura
Elemento móvil, cuya construcción es similar a la del núcleo, pero sin espiras de sombra. Su función es cerrar el circuito magnético una vez energizada la bobina, ya que debe estar separado del núcleo, por acción de un muelle. Este espacio de separación se denomina cota de llamada.
Las características del muelle permiten que tanto el cierre como la apertura del circuito magnético se realicen muy rápido, alrededor de unos 10 milisegundos. Cuando el par resistente del muelle es mayor que el par electromagnético, el núcleo no logrará atraer a la armadura o lo hará con mucha dificultad. Por el contrario, si el par resistente del muelle es demasiado débil, la separación de la armadura no se producirá con la rapidez necesaria.

### Contactos

Simbología de polos(arriba) y Contactos Auxiliares(abajo).

Son elementos conductores que tienen por objeto establecer o interrumpir el paso de corriente en cuanto la bobina se energice. Todo contacto está compuesto por tres conjuntos de elementos: 
Dos partes fijas ubicadas en la coraza y una parte móvil colocada en la armadura para establecer o interrumpir el paso de la corriente entre las partes fijas. El contacto móvil lleva el mencionado resorte que garantiza la presión y por consiguiente la unión de las tres partes.
Tipos:
- Contactos principales: Su función es establecer o interrumpir el circuito principal, consiguiendo así que la corriente se transporte desde la red a la carga. Simbología: se referencian con una sola cifra del 1 al 6.

- Contactos auxiliares. Su función específica es permitir o interrumpir el paso de la corriente a las bobinas de los contactores o los elementos de señalización, por lo cual están dimensionados únicamente para intensidades muy pequeñas. Los tipos más comunes son:

- Instantáneos. Actúan tan pronto se energiza la bobina del contactor. Se encargan de abrir y cerrar el circuito.

- Temporizados. Actúan transcurrido un tiempo determinado desde que se energiza la bobina (temporizados a la conexión) o desde que se desenergiza la bobina (temporizados a la desconexión).
- De apertura lenta. El desplazamiento y la velocidad del contacto móvil es igual al de la armadura.
- De apertura positiva. Los contactos cerrados y abiertos no pueden coincidir cerrados en ningún momento.

En su simbología aparecen con dos cifras donde la unidad indica:
- 1 y 2, contacto normalmente cerrados, NC.
- 3 y 4, contacto normalmente abiertos, NA.
- 5 y 6, contacto NC de apertura temporizada o de protección.
- 7 y 8, contacto NA de cierre temporizado o de protección.

por su parte, la cifra de las decenas indica el número de orden de cada contacto en el contactor. En un lado se indica a qué contactor pertenece.

### Relé térmico
El relé térmico es un elemento de protección que se ubica en el circuito de potencia, contra sobrecargas. Su principio de funcionamiento se basa en que el aumento de temperatura deforma ciertos elementos bimetales, para accionar, cuando alcanza ciertos valores, unos contactos auxiliares que desactiven todo el circuito y energicen al mismo tiempo un elemento de señalización.
El bimetal está formado por dos metales de diferente coeficiente de dilatación y unidos firmemente entre sí, regularmente mediante soldadura de punto. El calor necesario para curvar o reflexionar la lámina bimetálica lo produce una resistencia, arrollada alrededor del bimetal, que está cubierto con asbesto, a través de la cual circula la corriente que va de la red al motor.
Los bimetales comienzan a curvarse cuando la corriente sobrepasa el valor nominal para el cual se han dimensionado, empujando una placa de fibra hasta que se produce el cambio de estado de los contactos auxiliares que lleva.

### Resorte
Es un muelle encargado de devolver los contactos a su posición de reposo una vez que cesa el campo magnético de las bobinas.

## Funcionamiento
Los contactos principales se conectan al circuito que se quiere gobernar. Asegurando el establecimiento y cortes de las corrientes principales y según el número de vías de paso de corriente podrá ser bipolar, tripolar, tetrapolar, etc. Realizándose las maniobras simultáneamente en todas las vías.
Los contactos auxiliares son de dos clases: abiertos, NA, y cerrados, NC. Estos forman parte del circuito auxiliar del contactor y aseguran las autoalimentaciones, los mandos, enclavamientos de contactos y señalizaciones en los equipos de automatismo.
Cuando la bobina del contactor queda excitada por la circulación de la corriente, esta mueve el núcleo en su interior y arrastra los contactos principales y auxiliares, estableciendo a través de los polos, el circuito entre la red y el receptor. Este arrastre o desplazamiento puede ser:
- Por rotación, pivote sobre su eje.
- Por traslación, deslizándose paralelamente a las partes fijas.
- Combinación de movimientos, rotación y traslación.

Cuando la bobina deja de ser alimentada, abre los contactos por efecto del resorte de presión de los polos y del resorte de retorno de la armadura móvil. Si se debe gobernar desde diferentes puntos, los pulsadores de marcha se conectan en paralelo y el de parada en serie.

### Ejemplo
Podemos ver un ejemplo de aplicación de un contactor, para conectar las salidas bifásicas de un generador. En el esquema se pueden ver dos circuitos, el de los niveles 1, 2 y 3, de maniobra, donde están los pulsadores de conexión y desconexión, la bobina del contactor, su contacto auxiliar, y la fuente de alimentación del circuito de maniobra.
En los niveles 4 y 5, de fuerza, están el generador bifásico y los contactos del contactor que conectan o desconectan las salidas.
El contactor del ejemplo tiene un contacto auxiliar para su realimentación, la bobina y dos contactos de fuerza en la parte inferior, esquematizado en la línea azul a trazos vertical.
El funcionamiento del mecanismo es el siguiente: mediante los pulsadores Con. y Des. se conecta o desconecta la bobina del contactor al pulsador Con., que está en paralelo con el contacto auxiliar. Una vez la bobina excitada, se autoalimenta y no necesita que el pulsador Con. siga pulsado.
Si se pulsa Des., se corta la alimentación a la bobina, que se desexcita, desconectándose tanto su realimentación por el contacto auxiliar, como la salida del generador por los contactos de fuerza.
Si se pulsa simultáneamente Con. y Des. el contactor se desactiva, dado que Des. corta la alimentación a la bobina, independientemente de la posición de Con. o del contacto auxiliar.
Este mismo mecanismo puede emplearse para poner en marcha un motor, conectándolo o desconectándolo de una fuente de alimentación exterior. El número de contactos de fuerza puede ser mayor.

## Clasificación

### Por su construcción
- Contactores electromagnéticos. Se accionan a través de un electroimán.
- Contactores electromecánicos. Se accionan por un servomotor que carga un alambre espiral de cobre enrollado sobre un núcleo metálico, en general cuadrado con un dispositivo que actúa como interruptor alojado en el centro de este.
- Contactores neumáticos. Se accionan por la presión de aire.
- Contactores hidráulicos. Se accionan por la presión de aceite.
- Contactores estáticos. Se construyen a base de tiristores. Presentan algunos inconvenientes: su dimensionamiento debe ser muy superior a lo necesario, la potencia disipada es muy grande, son muy sensibles a los parásitos internos y tiene una corriente de fuga importante. Además, su costo es muy superior al de un contactor electromecánico equivalente.

### Por el tipo de corriente que alimenta a la bobina
- Contactores para corriente alterna (C.A.)

Son los más utilizados en la actualidad.  El mercado ofrece  una amplia gama de tamaños, según la potencia que deban controlar. Los contactores de C.A. requieren una espira de cobre en cortocircuito sobre la cara polar principal que, junto con un correcto rectificado de las caras polares en contacto, contribuye a eliminar la tendencia a vibrar del contactor. Debido a la considerable variación de la impedancia en las bobinas de contactores según su circuito magnético se encuentre abierto o cerrado, la corriente inicial de tracción resulta considerablemente mayor que la de mantenimiento que se establece con posterioridad al cierre.
De esa manera, y en forma automática, se dispone de una corriente inicial lo suficientemente grande como para producir el cierre neto y rápido del contactor, y una corriente posterior de mantenimiento de valor reducido pero suficiente para mantenerlo firmemente cerrado.
Los tiempos requeridos para el cierre de contactores oscilan entre 150 y 300 milisegundos, de acuerdo al tamaño de cada uno relacionado con la potencia a controlar.
- Contactores para corriente continua (C.C.)

Son obligatoriamente más voluminosos y pesados (y más costosos) que sus similares de C.A., Adoptan una disposición más abierta. Dicha disposición y su mayor tamaño resultan de requerir un especial diseño de sus contactos y cámaras de extinción, para que sean capaces de soportar y controlar los intensos arcos producidos en la interrupción de circuitos de C.C. y también de la necesidad de disponer de un mejor acceso a los contactos para tareas de inspección o mantenimiento.
Con igual finalidad, estos contactores disponen de las llamadas bobinas "sopladoras" de arcos que, ubicadas inmediatamente debajo del sitio donde se producen los arcos, expanden a estos hacia el interior de las cámaras apagachispas para favorecer su rápida extinción. 
Dado que la resistencia de la bobina en estos contactores es de valor constante, para disponer de una corriente inicial suficiente para el cierre, y una corriente posterior de mantenimiento de menor valor se recurre a usar resistores denominados "economizadores". Su inclusión en el circuito se controla por un contacto auxiliar del propio contactor (o bien por contactos auxiliares de otro relé o contactor).

### Por la categoría de servicio
En función de la categoría de servicio, las aplicaciones de los contactores son:
- AC1 (cos φ>=0,9). Cargas puramente resistivas para calefacción eléctrica. Son para condiciones de servicio ligeras de cargas no inductivas o débilmente inductivas, hornos de resistencia, lámparas de incandescencia, calefacciones eléctricas. No para motores.
- AC3 (cos φ=0,6). Motores síncronos (rotor jaula de ardilla).
- AC2 (cos φ=0,3). Motores asíncronos (anillos deslizantes).
- AC4 (cos φ=0,3). Motores asíncronos (rotor jaula de ardilla) en servicio intermitente para grúas, ascensores.
- AC-6a Conmutación de transformadores. Publicación IEC 60947-4-1.
- AC-6b Conmutación de baterías de condensadores. Publicación IEC 60947-4-1.

## Criterios para la elección de un contactor
Debemos tener en cuenta algunas cosas, como las siguientes: 
1. El tipo de corriente, la tensión de alimentación de la bobina y la frecuencia. 
2. La potencia nominal de la carga. 
3. Si es para el circuito de potencia o de mando y el número de contactos auxiliares que necesita. 
4. Para trabajos silenciosos o con frecuencias de maniobra muy altas es recomendable el uso de contactores estáticos o de estado sólido.

## Ventajas de los contactores
Los contactores presentan ventajas en cuanto a los siguientes aspectos, por los que se recomienda su utilización: 
- Automatización en el arranque y paro de motores
- Posibilidad de controlar completamente una máquina desde varios puntos de maniobra o estaciones.
- Se pueden maniobrar circuitos sometidos a corrientes muy altas, mediante corrientes muy pequeñas.
- Seguridad para personal técnico, dado que las maniobras se realizan desde lugares alejados del motor u otro tipo de carga, y las corrientes y tensiones que se manipulan con los aparatos de mando son o pueden ser pequeños.
- Control y automatización de equipos y máquinas con procesos complejos, con la ayuda de aparatos auxiliares (como interruptores de posición, detectores inductivos, presostatos, temporizadores, etc.)

A estas características hay que añadir que el contactor:
- Es muy robusto y fiable, ya que no incluye mecanismos delicados.
- Se adapta con rapidez y facilidad a la tensión de alimentación del circuito de control (cambio de bobina).
- Facilita la distribución de los puestos de paro de emergencia y de los puestos esclavos, impidiendo que la máquina se ponga en marcha sin haber tomado todas las precauciones necesarias.
- Protege el receptor contra las caídas de tensión importantes (apertura instantánea por debajo de una tensión mínima).
- Funciona tanto en servicio intermitente como en continuo.